# Motiu adjacent al protoespaiador
El MAP o motiu adjacent al protoespaiador (en anglès protospacer adjacent motif, PAM), és una seqüència d'ADN, d'entre 1 i 5 nucleòtids, que està a continuació de la seqüència diana de la nucleasa Cas9 del sistema immunitari adaptatiu bacterià CRISPR. MAP és un component del plàsmid o virus invasiu, però no és un component del locus CRISPR. La nucleasa Cas9 no s'unirà al ADN o el tallarà correctament si a continuació no hi ha present la seqüència MAP. MAP permet distingir l'ADN propi del que no ho és, evitant que el locus CRISPR sigui tallat per la nucleasa.
Els locus de CRISPR contenent espaiadors (spacers, ADN viral inserit en el locus CRISPR) que en el sistema immunitari adaptatiu de tipus II van ser creats a partir d'ADN invasor de virus o plasmidis (anomenats protospacers). En una reinfecció, Cas9 s'uneix al tracrRNA: crRNA que guia Cas9 a la seqüència del potoespaiador invasor. Però Cas9 no serà capaç de tallar a menys que a continuació hi hagi la seqüència MAP.
La seqüència MAP canònica és 5′-NGG-3′, on N és qualsevol nucleobase seguida per dos guanines. La canònica s'associa amb la Cas9 de Streptococcus pyogenes. La no canònica 5′-NGA-3′ pot ser molt eficient per als humans, però l'eficiència varia amb la localització del genoma. Hi ha diferents MAP segons l'organisme del qual prové la Cas9 o si ha estat modificada. S'han fet intents de crear una Cas9 que reconegui diferents MAP per augmentar l'habilitat de l'edició genètica en qualsevol lloc del genoma.